# Мензель-Темім
Мензель-Темім (араб. منزل تميم) — місто в Тунісі. Входить до складу вілаєту Набуль. Станом на 2004 рік тут проживало 34 528 осіб.

## Відомі люди
- Махмуд Тунсі — туніський письменник та художник
- Віссем Хмам — туніський гандболіст